# 藤本現暉
藤本 現暉（ふじもと げんき、1997年11月6日 -）は、地方競馬の大井競馬場蛯名雄太厩舎所属の騎手である。勝負服の柄は胴黄・白元ろく、そで黄・青一本輪。滋賀県出身、身長156cm、体重46kg、血液型B型。地方競馬教養センター騎手課程第93期生。

## 来歴
父と行った競馬場でレースを観て、騎手と馬が人馬一体となって走る姿に憧れ、小3から始めた乗馬が楽しかった事から騎手を目指す。目標とする騎手は真島大輔。
2015年4月1日付けで地方競馬騎手免許を取得。初出走は同年4月8日大井競馬6Rで自厩舎のゴールドシュートに騎乗して14頭立ての4着。
2015年6月26日、大井競馬2Rをクンプウに騎乗し1着となり、25戦目で初勝利。
2017年1月24日、高知競馬場で開催された第31回新人王争覇競走において行われた2戦とも2着となり総合優勝を飾る。
2025年1月28日、大井競馬2Rでサンシップに騎乗し1着となり、地方競馬通算500勝を7136戦目で達成した。